# Camponotus compressus
Camponotus compressus es una especie de hormiga del género Camponotus, tribu Camponotini. Fue descrita científicamente por Fabricius en 1787.
Se distribuye por Marruecos, Bangladés, Borneo, China, India, Indonesia, Irak, Malasia, Maldivas, Nepal, Pakistán, Filipinas, Sri Lanka, Emiratos Árabes Unidos y Liechtenstein. Se ha encontrado a elevaciones de hasta 790 metros. Vive en microhábitats como arbustos y zonas húmedas.